# Анастасьино (Аскинский район)
Анастасьино (Пономарёвка) — упразднённая в 1986 году деревня Уршадинского сельсовета Аскинского района (Указ Президиума ВС Башкирской АССР от 12.12.1986 N 6-2/396 «Об исключении из учетных данных некоторых населенных пунктов»).
Находилась в верховьях р. Швеинка, возле д. Швея и Шулаковка, в 1,5 км от Пермского края.
В 1926 году входила в Ново-Кочкильдинский сельсовет, Балакчинская волость, Бирский кантон
Данные 1926 года:
Преобладающая национальность — русские.
Число вёрст до ВИКа — 8
Число дворов — 64 (по переписи 1920). Число хозяйств в 1925 году — 63
Число душ: 308(по переписи 1920), из них: 137 — мужчины, 171 — женщины. «Поселенные списки домохозяев» всесоюзной переписи населения 1926 года по Балакчинской волости Бирского уезда Уфимской губернии приводят другие данные:.